# Vielfliegerprogramm
Die Vielfliegerprogramme der großen Fluggesellschaften sollen die Kundenbindung verstärken, indem sie die häufige Nutzung derselben Gesellschaft mit Rabatten in Form von Freiflügen oder „Prämien“ belohnen. Betriebswirtschaftlich bezeichnet man diesen Vorgang als Lock-in-Effekt.

## Funktionsweise
Bei der Teilnahme an einem solchen Programm werden die bei einer Fluggesellschaft zurückgelegten Meilen gespeichert und nach Erreichen einer bestimmten Menge mit Prämien belohnt. Dies können kostenlose Flüge (Freiflüge), ermäßigte Flüge, Erhöhung der Buchungsklasse (Upgrade), Zutrittsberechtigung für Lounges, Ermäßigungen bei Hotels, Golfclubs, Restaurants, Bergbahnen usw. oder auch Sachleistungen sein. Ab einem bestimmten Umsatz vergeben manche Gesellschaften einen höheren Mitgliederstatus wie z. B. silber oder gold oder bestimmte Namen (z. B. „Senator“, „Executive“). Hierbei werden den Kunden weitere Vorteile wie höherer Meilenzuwachs und kostenlose Dienstleistungen (z. B. Chauffeurdienste) gewährt.
Manchmal lassen sich im Tausch gegen Meilen Plätze neben freien Sitzplätzen oder mit mehr Beinfreiheit reservieren. Teilweise wird diesen Kunden sogar Platz auf ausgebuchten Flügen angeboten; ‚normale‘ Fluggäste werden dann auf einen späteren Flug verlagert. Nach einer bestimmten Zeit können angesammelte Meilen oder der erreichte Mitgliedsstatus verfallen.

## Geschichte
Bereits 1979 rief die Fluggesellschaft Texas International Airlines die erste derartige Aktion ins Leben. Das Konzept des Vielfliegerprogramms wird jedoch meist dem ehemaligen Chef der American Airlines, Robert Crandall, zugeschrieben. Er fand Anfang der 1980er Jahre heraus, dass fünf Prozent seiner Kunden für 40 Prozent des Umsatzes sorgten. Am 1. Mai 1981 wurde das Programm AAdvantage eingeführt. Die Teilnehmer erhielten dann mit jedem Flug Meilen, die sie zunächst nur für Flüge der American Airlines, und später auch gegen andere Prämien einlösen konnten. Delta Air Lines (Skymiles), TWA (Aviators) und United Airlines (MileagePlus) folgten kurz darauf mit ähnlichen Programmen, British Airways (Executive Club) führte 1982 ein Vielfliegerprogramm ein. Miles & More, das Vielfliegerprogramm der Lufthansa, wurde am 1. Januar 1993 gestartet.

## Anbieter
Alle großen internationalen Fluggesellschaften bieten Vielfliegerprogramme an. Aufgrund von Vereinbarungen zwischen Fluggesellschaften oder -allianzen lassen sich diese Bonus-Meilen auch bei anderen Gesellschaften sammeln oder von einer Gesellschaft zur anderen übertragen. Häufig arbeiten die Gesellschaften auch mit anderen Unternehmen wie Hotels oder Autovermietern zusammen. Bei Erwerb eines Produktes oder einer Dienstleistung dieser Unternehmen werden dann ebenfalls eine bestimmte Menge „Meilen“ oder Punkte auf einem Kundenkonto gutgeschrieben. Die Teilnehmer am Programm erhalten meist eine Kundenkarte, die sie teilweise bei der Nutzung vorlegen müssen.
In der Regel sind die verschiedenen Vielfliegerprogramme von Fluglinien, die zusammenarbeiten, untereinander kompatibel. Das trifft auf Oneworld Alliance, Star Alliance und SkyTeam zu. So kann man die Meilen, die mit einer beliebigen Fluglinie einer dieser Allianzen geflogen wurden, auf das entsprechende Vielfliegerprogramm der Partnerfluglinie buchen, bei der man angemeldet ist; nicht immer jedoch zu den gleichen Bedingungen wie bei der durchführenden Fluggesellschaft.
Ökonomisch setzen die Betreiber der populären Systeme auf die Erwartung, dass ein Großteil dieser Punkte niemals gegen Waren oder Dienstleistungen eingetauscht wird. Es ist möglich, Meilen an Makler zu verkaufen. In der Vergangenheit kam es daher bisweilen zu rechtlichen Auseinandersetzungen beim Versuch, Punkte verschiedener Teilnehmer gemeinschaftlich zu nutzen oder über Tauschbörsen und Versteigerungsplattformen zu veräußern.

## Vielfliegerprogramme großer Fluggesellschaften
| Fluggesellschaft             | Vielfliegerprogramm                                           |
| ---------------------------- | ------------------------------------------------------------- |
| Aegean Airlines              | Miles & Bonus                                                 |
| Aer Lingus                   | AerClub                                                       |
| Aeroflot                     | Aeroflot Bonus                                                |
| Aerolineas Argentinas        | Aerolineas Plus                                               |
| Aeromexico                   | Club Premier                                                  |
| Air Astana                   | Nomad Club                                                    |
| Air Austral                  | Capricorne Program                                            |
| Air Baltic                   | Baltic Miles                                                  |
| Air Botswana                 | Teemane Club                                                  |
| Air Canada                   | Aeroplan                                                      |
| Air China                    | Phoenix Miles                                                 |
| Air Europa                   | SUMA                                                          |
| Air France                   | Flying Blue (zusammen mit KLM; vorher Frequence Plus)         |
| Air Madagascar               | Namako                                                        |
| Air Malta                    | Flypass                                                       |
| Air New Zealand              | Air Points                                                    |
| Air Serbia                   | Etihad Guest                                                  |
| Air Seychelles               | Seychelles Plus                                               |
| Alaska Airlines              | Mileage Plan                                                  |
| Alitalia                     | MilleMiglia                                                   |
| American Airlines            | AAdvantage                                                    |
| ANA                          | ANA Mileage Club                                              |
| Asiana Airlines              | Asiana Club                                                   |
| Atlantic Airways             | Club Atlantic                                                 |
| Austrian Airlines Group      | Miles & More                                                  |
| Avianca                      | Avianca Plus                                                  |
| Bangkok Airways              | FlyerBonus                                                    |
| Belavia Belarusian Airlines  | Belavia Leader                                                |
| British Airways              | Executive Club                                                |
| Brussels Airlines            | Miles & More (vor 15. Oktober 2009 Privilege)                 |
| Cathay Pacific               | Marco Polo Club (Statusmeilen) und Asia Miles (Prämienmeilen) |
| China Airlines               | Dynasty Flyer                                                 |
| China Eastern                | Eastern Miles                                                 |
| China Southern Airlines      | Sky Pearl Club                                                |
| Croatia Airlines             | Miles & More                                                  |
| Czech Airlines               | OK Plus                                                       |
| Delta Air Lines              | SkyMiles                                                      |
| Egypt Air                    | Egypt Air Plus                                                |
| El Al                        | Matmid                                                        |
| Emirates                     | Skywards                                                      |
| Etihad Airways               | Etihad Guest                                                  |
| Ethiopian Airlines           | Sheba Miles                                                   |
| EVA Air                      | Miles & More und Evergreen Club                               |
| Finnair                      | Finnair Plus                                                  |
| Flybe                        | Avios (vorher: Rewards4all)                                   |
| Germanwings                  | Miles & More und Boomerang Club                               |
| Gulf Air                     | FalconFlyer                                                   |
| Iberia                       | IberiaPlus                                                    |
| Icelandair                   | Saga Club                                                     |
| Japan Airlines               | JAL Mileage Bank                                              |
| KLM                          | Flying Blue, vorher Flying Dutchman                           |
| Korean Air                   | Skypass                                                       |
| LATAM Airlines               | LANPASS                                                       |
| LOT                          | Miles & More                                                  |
| Lufthansa                    | Miles & More                                                  |
| Luxair                       | Miles & More                                                  |
| Malaysia Airlines            | Enrich                                                        |
| Malindo Air                  | Malindo Miles                                                 |
| Oman Air                     | Sindbad Frequent Flyer                                        |
| Qantas Airways               | Frequent Flyer                                                |
| Qatar Airways                | Privilege Club                                                |
| Royal Air Maroc              | Safar Flyer                                                   |
| Royal Brunei                 | Royal Skies                                                   |
| Royal Jordanian              | Royal Plus                                                    |
| S7 Airlines                  | S7 Priority                                                   |
| SAS                          | EuroBonus                                                     |
| Saudi Arabian Airlines       | Alfursan                                                      |
| Shanghai Airlines            | Crane Club                                                    |
| Singapore Airlines           | KrisFlyer                                                     |
| Sri Lankan                   | FlySmiles                                                     |
| Swiss International Airlines | Miles & More                                                  |
| TAM Linhas Aéreas            | Fidelidade                                                    |
| TAP Portugal                 | Miles & Go (vorher: Victoria, davor: Navigator)               |
| TAROM                        | Flying Blue (vorher: Smart Miles)                             |
| Thai Airways International   | Royal Orchid Plus                                             |
| Tunisair                     | Fidelys                                                       |
| Turkish Airlines             | Miles & Smiles                                                |
| United Airlines              | MileagePlus                                                   |
| Vietnam Airlines             | Golden Lotus Plus                                             |
| Virgin Atlantic              | Flying Club                                                   |
| Aeromexico                   | Club Premier                                                  |

### Ähnliche Programme bei Bahngesellschaften
In Anlehnung an die Vielfliegerprogramme haben auch mehrere Bahngesellschaften ein Vielfahrerprogramm aufgelegt. Unter anderem sind dies:
- Deutsche Bahn AG: bahn.comfort (seit 2002) und bahn.bonus (seit 2005)
- Eurostar: Eurostar frequent traveller program
- NS Hispeed: NS Business Card
- ÖBB-Personenverkehr AG: ÖBB Club & Bonus (eingestellt 2014)
- Schweizerische Bundesbahnen: MobilBonus
- SNCF: Grand Voyageur
- Thalys: TheCard
- Meridian/BOB: SympathiePunkte[2]

In einer Railteam genannten Kooperation sollen diese oben genannten Vielfahrerprogramme untereinander kompatibel werden.
Daneben beteiligt sich die österreichische Privatbahn Westbahn am Miles & More Programm. Auch in den AIRail-Zügen der Deutsche Bahn AG können Miles-&-More-Meilen erworben werden.

## Rechtliche Probleme
Da auch bei Geschäftsreisen Punkte erworben werden, die dann allerdings personengebunden dem Reisenden und nicht dem Zahlenden zugutekommen, stellt die korrekte Abrechnung von Bonusmeilen eine gewisse Hürde dar. Kritiker sprechen schlicht von Bestechung, die dazu führt, dass nicht der günstigste Fluganbieter gewählt wird, sondern derjenige, der dem Reisenden die meisten Punkte anbietet. Viele Arbeitgeber legen im Arbeitsvertrag oder in einer Anordnung fest, dass die „Dienst-Meilen“ auch nur für Dienstreisen verwendet werden dürfen. Hält sich der Arbeitnehmer nicht daran, kann er abgemahnt und sogar gekündigt werden. Mittlerweile hat das Bundesarbeitsgericht hierzu ein Urteil veröffentlicht.
Andere Firmen verzichten jedoch zu Gunsten des Arbeitnehmers auf eine solche Regelung, und auch bei Freiberuflern, die für unterschiedliche Auftraggeber unterwegs sind, ist dies üblich. Manche Fluggesellschaften fordern aber, dass Prämien nur privat genutzt werden dürfen. Zu Rücktritten führte 2002 die sogenannte Bonusmeilen-Affäre, bei der Abgeordnete des Deutschen Bundestages, darunter der Grünen-Politiker Cem Özdemir sowie der Linken-Politiker Gregor Gysi, mit dienstlich angesammelten Bonuspunkten private Flugreisen durchführten.
In Deutschland können die Fluggesellschaften die Lohnsteuer aus Vereinfachungsgründen mit einem Pauschalsteuersatz von 2,25 % berechnen. Bemessungsgrundlage sind die insgesamt an inländische Kunden ausgeschütteten Prämien. Die Höhe des Steuersatzes berücksichtigt, dass ein Teil der Prämien keinen Arbeitslohn darstellt und ein anderer Teil wegen des Rabattfreibetrags steuerfrei wäre.

## Mileage run
Ein Mileage run ist eine Flugreise mit dem Ziel, in möglichst kurzer Zeit möglichst viele Vielfliegermeilen zu sammeln. Beweggründe hierfür sind das Sammeln von Bonusmeilen, um diese gegen Flug- und Sachprämien einzutauschen sowie die (Wieder-)Erreichung eines Statuslevels.

## Sonstiges
- Der Film Up in the Air schildert u. a. das Vorhaben eines Geschäftsmannes, 10 Millionen Meilen zu sammeln.
- Als größter echter Meilensammler gilt Thomas Stuker, der von 1982 bis zum Sommer 2011 mit 5.900 Flügen die 10-Millionen-Meilen-Grenze bei MileagePlus von United Airlines erreicht hat.[8]